# Асмір Каєвич
Асмір Каєвич (чорн. Asmir Kajević/Асмир Кајевић, нар. 15 лютого 1990, Рожає) — чорногорський футболіст, півзахисник клубу «Дечич» та національної збірної Чорногорії. Виступав також за низку клубів з різних країн. Володар Кубка Швейцарії.

## Клубна кар'єра
Асмір Каєвич народився 1990 року в місті Рожає. Розпочав займатися футболом у юнацькій команді клубу «Ібар», пізніше перейшов до юнацької команди сербського клубу «Борча». У 2008 році Каєвич розпочав грати за основну команду кклубу «Борча», в якій виступав до 2012 року, взявши участь у 68 матчах чемпіонату.
У 2012 році чорногорський футболіст перейшов до складу швейцарського клубу «Цюрих», у складі якого грав до кінця 2015 року, та в сезоні 2013—2014 років став у його складі володарем Кубка Швейцарії. На початку 2016 року Каєвич нетривалий час перебував у складі хорватського клубу «Рієка», проте в його складі не заграв, і за короткий час перейшов до сербського клубу «Чукарички», в якому грав до 2022 року, та став у ньому одним із основних гравців середньої лінії команди.
У другій половині 2022 року чорногорський півзахисник став гравцем китайського клубу «Ухань Янцзе Рівер», проте на початку 2023 року клуб було розпущено, після чого футболіст перейшов до сербського клубу «Воєводина». З 2024 року Асмір Каєвич грає на батьківщині в клубі «Дечич».

## Виступи за збірні
У 2007 році Асмір Каєвич дебютував у складі юнацької збірної Чорногорії, загалом на юнацькому рівні взяв участь у 8 іграх, відзначившись одним забитим голом. Протягом 2010—2012 років футболіст грав у складі молодіжної збірної Чорногорії. На молодіжному рівні зіграв у 17 офіційних матчах, забив 3 голи.
У 2018 році Каєвич зіграв 2 матчі у складі національної збірної Чорногорії.

## Титули і досягнення
- Володар Кубка Швейцарії (1):

«Цюрих»: 2013–2014